# ولایت خودمختار ایلی قزاق
ولایت خودمختار ایلی قزاق یک ولایت خودمختار در چین است که در سین‌کیانگ واقع شده‌است. ولایت خودمختار ایلی قزاق ۳٬۰۰۹٬۱۰۰ نفر جمعیت دارد.
در موردی استثنایی در سلسله مراتب تقسیمات اداری در جمهوری خلق چین، دو ولایت آلتای و تارباغاتای تحت مدیریت این ولایت می باشند.

## جمعیت
| ترکیب قومیتی ولایت خودمختار ایلی قزاق | ترکیب قومیتی ولایت خودمختار ایلی قزاق | ترکیب قومیتی ولایت خودمختار ایلی قزاق | ترکیب قومیتی ولایت خودمختار ایلی قزاق | ترکیب قومیتی ولایت خودمختار ایلی قزاق |
| ------------------------------------- | ------------------------------------- | ------------------------------------- | ------------------------------------- | ------------------------------------- |
| قومیت                                 | قومیت                                 |                                       | درصد                                  | درصد                                  |
| هان                                   | هان                                   |                                       | ۴۰٫۱٪                                 | ۴۰٫۱٪                                 |
| قزاق                                  | قزاق                                  |                                       | ۲۷٫۲٪                                 | ۲۷٫۲٪                                 |
| اویغور                                | اویغور                                |                                       | ۱۷٫۹٪                                 | ۱۷٫۹٪                                 |
| هوئی                                  | هوئی                                  |                                       | ۹٫۳٪                                  | ۹٫۳٪                                  |
| مغول                                  | مغول                                  |                                       | ۱٫۶٪                                  | ۱٫۶٪                                  |
| شیبه                                  | شیبه                                  |                                       | ۰٫۷٪                                  | ۰٫۷٪                                  |
| قرقیز                                 | قرقیز                                 |                                       | ۰٫۵٪                                  | ۰٫۵٪                                  |
| ازبک                                  | ازبک                                  |                                       | ۰٫۲٪                                  | ۰٫۲٪                                  |
| سایر                                  | سایر                                  |                                       | ۲٫۵٪                                  | ۲٫۵٪                                  |
| منبع سرشماری جمعیت :                  |                                       |                                       |                                       |                                       |

| ترکیب قومیتی شهرستان‌های تابع مستقیم ولایت خودمختار | ترکیب قومیتی شهرستان‌های تابع مستقیم ولایت خودمختار | ترکیب قومیتی شهرستان‌های تابع مستقیم ولایت خودمختار | ترکیب قومیتی شهرستان‌های تابع مستقیم ولایت خودمختار | ترکیب قومیتی شهرستان‌های تابع مستقیم ولایت خودمختار |
| -------------------------------------------------- | -------------------------------------------------- | -------------------------------------------------- | -------------------------------------------------- | -------------------------------------------------- |
| قومیت                                              | قومیت                                              |                                                    | درصد                                               | درصد                                               |
| هان                                                | هان                                                |                                                    | ۳۵٫۲٪                                              | ۳۵٫۲٪                                              |
| اویغور                                             | اویغور                                             |                                                    | ۲۶٫۳٪                                              | ۲۶٫۳٪                                              |
| قزاق                                               | قزاق                                               |                                                    | ۲۱٫۶٪                                              | ۲۱٫۶٪                                              |
| هوئی                                               | هوئی                                               |                                                    | ۱۰٫۹٪                                              | ۱۰٫۹٪                                              |
| مغول                                               | مغول                                               |                                                    | ۱٫۱٪                                               | ۱٫۱٪                                               |
| شیبه                                               | شیبه                                               |                                                    | ۱٫۱٪                                               | ۱٫۱٪                                               |
| قرقیز                                              | قرقیز                                              |                                                    | ۰٫۷٪                                               | ۰٫۷٪                                               |
| ازبک                                               | ازبک                                               |                                                    | ۰٫۳٪                                               | ۰٫۳٪                                               |
| سایر                                               | سایر                                               |                                                    | ۲٫۸٪                                               | ۲٫۸٪                                               |
| منبع سرشماری جمعیت :                               |                                                    |                                                    |                                                    |                                                    |

## تاریخ

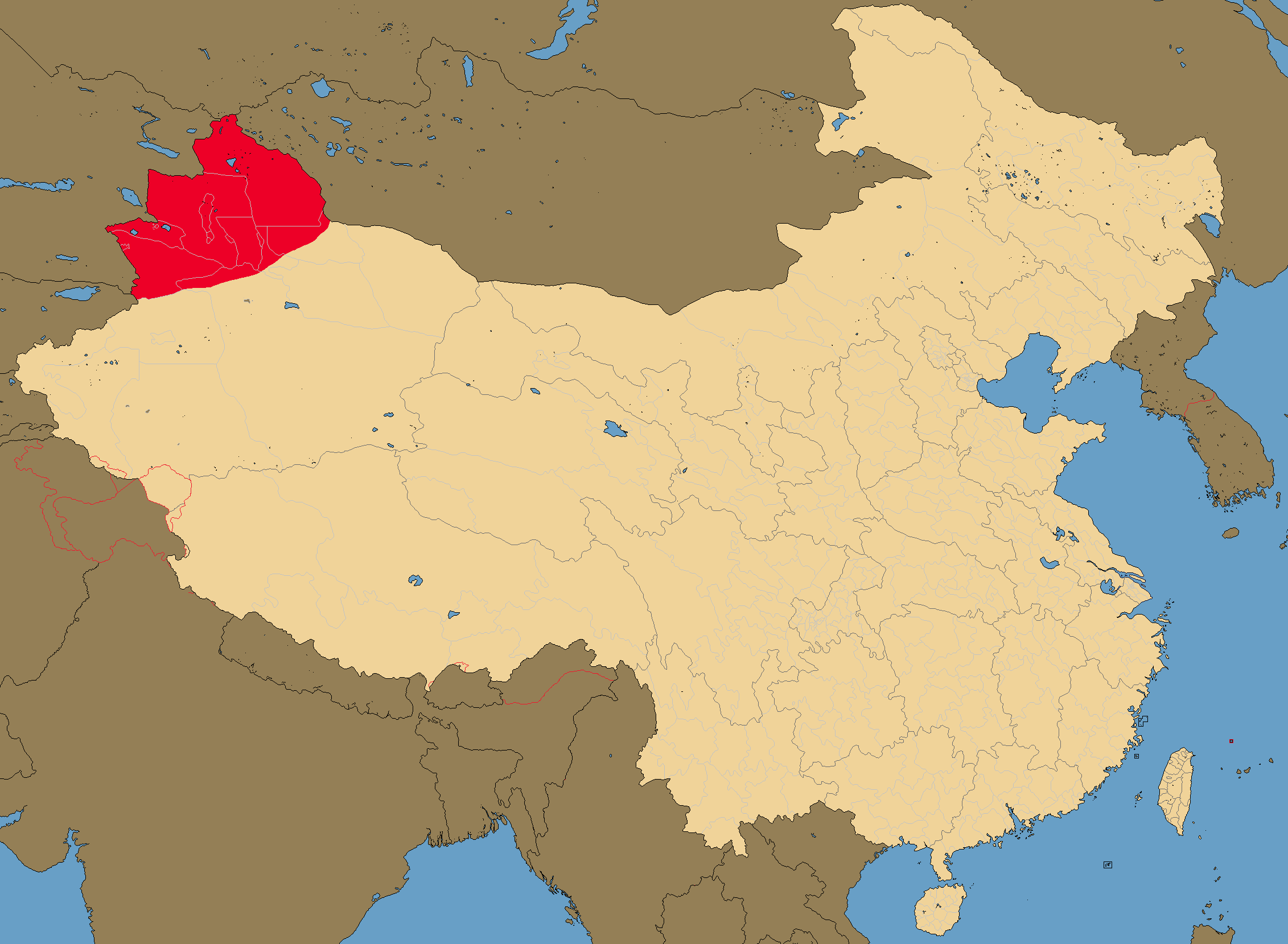
نقشه مناطق تحت کنترل جمهوری ترکستان شرقی (۱۹۴۴-۱۹۴۹)

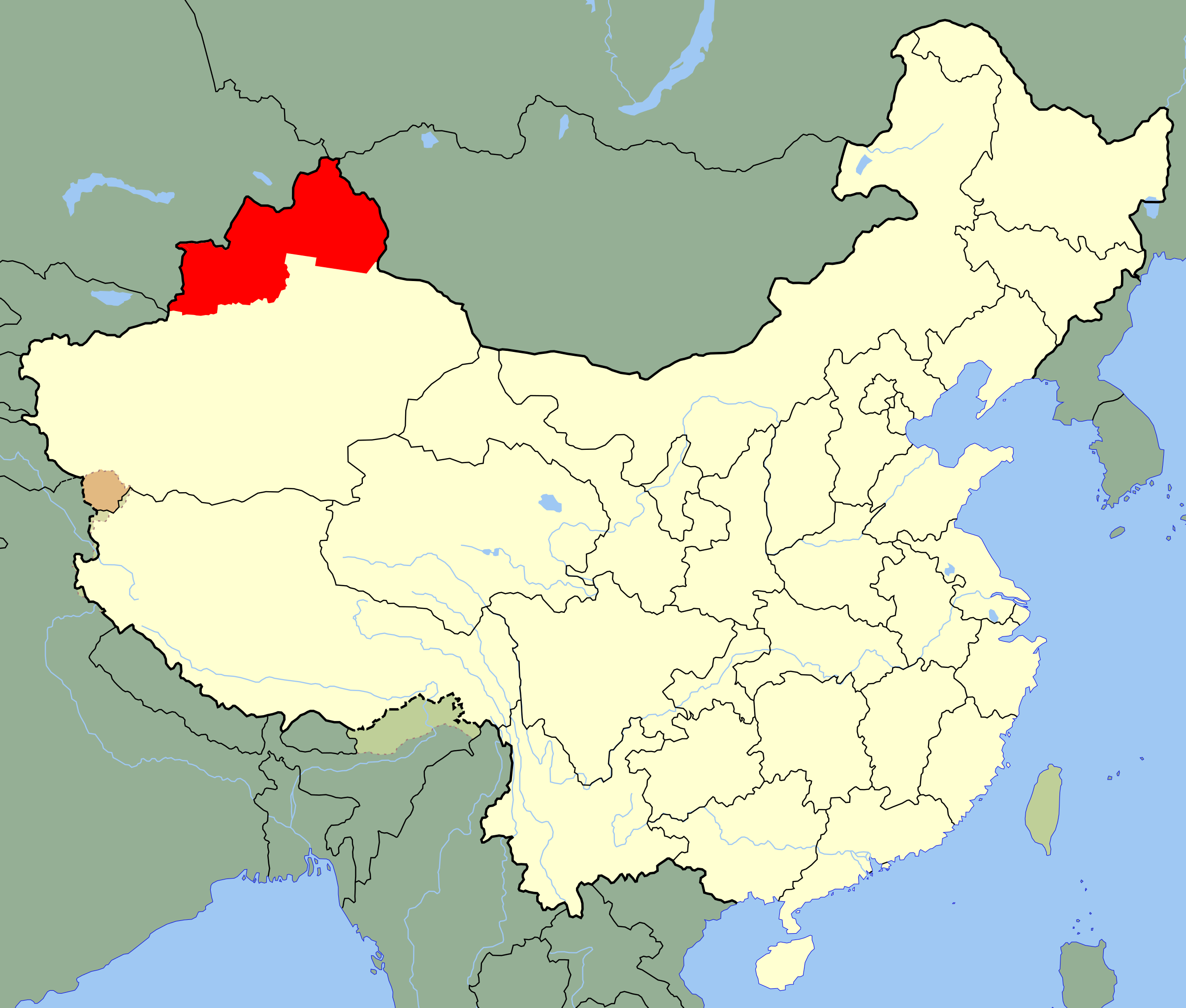
نقشه ولایت خودمختار ایلی در زمان تاسیس (سپتامبر ۱۹۵۴)

در سال‌های آخر جنگ جهانی دوم، در سال ۱۹۴۴ میلادی، مردمان قزاق و اویغور منطقه، با حمایت شوروی، علیه دست‌نشاندگان چیانگ کای شک و جنگ‌سالاران وفادار به جمهوری چین قیام کردند. نتیجهٔ این قیام، تاسیس جمهوری ترکستان شرقی در منطقهٔ ایلی در شمال سین‌کیانگ بود.
این جمهوری تا سال ۱۹۴۹ میلادی، بر اراضی که امروز شامل ولایت خودمختار ایلی قزاق، ولایت خودمختار بورتالا مغول، و شهر قارامای می‌شوند، حکومت کرد.  منطقهٔ ایلی در آن زمان متشکل از سه ولایت «ایلی»، «آشان» (آلتای) و «تارباغاتای» تشکیل شده بود.
با پیروزی حزب کمونیست چین در جنگ داخلی چین در سال ۱۹۴۹ میلادی، تاسیس جمهوری خلق چین، و تلاش حکومت تازه تاسیس بر تثبیت حاکمیت خویش، مائو تسه‌تونگ از رهبران جمهوری ترکستان شرقی درخواست کرد که دست از آرمان استقلال برداشته و به حاکمیت چین برگردند. با فشار و اصرار متحد اصلی جمهوری ترکستان شرقی، یعنی اتحاد جماهیر شوروی، رهبران جدایی‌طلب چاره‌ای جز قبول درخواست مائو نداشتند. در نتیجه، در سپتامبر ۱۹۴۹ میلادی، بدون خونریزی و درگیری، منطقهٔ ایلی منحل شده، و سه ولایت آن جمهوری خلق چین پیوسته و در تابعیت استان سین‌کیانگ قرار گرفتند.
در ژوئیه ۱۹۵۴ میلادی، ولایت خودمختار بورتالا مغول از ایلی (مقاله به چینی) جدا شد.
در سپتامبر ۱۹۵۴، ولایت خودمختار ایلی قزاق در منطقهٔ ایلی، تابع حکومت استانی سین‌کیانگ تاسیس شد. سه ولایت آلتای، تارباغاتای و ولایت خودمختار بورتالا مغول، بدون انحلال، در تابعیت این ولایت جدید قرار گرفتند. در همین تاریخ، ایلی منحل شده و شهرستان‌های تابع آن، تحت مدیریت مستقیم منطقهٔ خودمختار قرار گرفتند.
یک سال بعد، در اکتبر ۱۹۵۵ میلادی، استان سین‌کیانگ به «منطقهٔ خودمختار سین‌کیانگ اویغور» ارتقاء یافت.
در سال ۱۹۷۵، با ترکیب مجدد شهرستان‌های تابع مستقیم ولایت خودمختار، «ولایت ایلی» دوباره تاسیس شد.
در اوت ۱۹۷۵ میلادی، مرکز اداری ولایت خودمختار ایلی قزاق از شهر قولجا به شهر کویتون منتقل شد.
در سپتامبر ۱۹۷۸، شهر شیهزی به شهر وابسته به بینگتوان و «شهر تابع مستقیم منطقه خودمختار» تغییر وضعیت داده، از تابعیت ولایت خودمختار ایلی قزاق در آمده، و مستقیما در تابعیت اداری منطقه خودمختار سین‌کیانگ قرار گرفت.
در سپتامبر ۱۹۷۹، ولایت خودمختار بورتالا مغول از تابعیت ولایت خودمختار در آمده، و مستقیما در تابعیت اداری منطقه خودمختار سین‌کیانگ قرار گرفت.
در اوت ۱۹۷۹ میلادی، مرکز اداری ولایت خودمختار ایلی قزاق از شهر کویتون به شهر قولجا برگردانده شد.
در فوریه ۱۹۸۲ میلادی، شهر قارامای، به شهر در سطح ولایت در تابعیت ولایت خودمختار ایلی قزاق ارتقاء یافت.
در ژانویه ۱۹۸۳، شهر کویتون در تابعیت مستقیم ولایت خودمختار قرار گرفت.
در اوت ۱۹۸۴ میلادی، شهر قارامای، به شهر در سطح شهرستان تنزل درجه یافت، اما مستقیما تحت مدیریت «ولایت خودمختار» و نه یکی از سه ولایت تشکیل دهنده قرار گرفت.
در ژانویهٔ ۱۹۹۰ میلادی، شهر قارامای، دوباره به شهر در سطح ولایت ارتقاء یافت، از تابعیت ولایت خودمختار در آمده، و مستقیما در تابعیت اداری منطقه خودمختار سین‌کیانگ قرار گرفت.
در سال ۲۰۰۱، ایلی منحل شده، و شهرستان‌های تابع آن، در تابعیت مستقیم ولایت خودمختار قرار گرفتند.
در دسامبر ۲۰۱۱، شهر بیتون به عنوان شهر وابسته به بینگتوان و «شهر تابع مستقیم منطقه خودمختار» تاسیس شده، از تابعیت ولایت آلتای و ولایت خودمختار ایلی قزاق در آمده، و مستقیما در تابعیت اداری منطقه خودمختار سین‌کیانگ قرار گرفت.
در ژانویه ۲۰۲۳، شهر باییانگ به عنوان «شهر در سطح ولایت» تاسیس شده، از تابعیت ولایت تارباغاتای و ولایت خودمختار ایلی قزاق در آمده، و مستقیما در تابعیت اداری منطقه خودمختار سین‌کیانگ قرار گرفت.

## تقسیمات اداری ولایت خودمختار ایلی
|                                       |                                     |                                    |                        |                                           |            |            |  |  |  |
| نام                                   | اویغوری                             | قزاقی                              | چینی                   | پین‌یین                                    | جمعیت-۱۳۹۹ | مساحت      |  |  |  |
| شهرستان‌های تابع مستقیم ولایت خودمختار | ئوبلاستقا بىۋاستە قاراشلىق رايونلار | وبلىسقا تىكەلەي باعىناتىن اۋداندار | 自治州直辖县级行政单位 | Zìzhìzhōu zhíxiá xiàn jí xíngzhèng dānwèi | ۲٬۸۴۸٬۳۹۳  | ۵۶٬۳۸۱٫۵۳  |  |  |  |
| ولایت تارباغاتای                      | تارباغاتاي ۋىلايىتى                 | تارباعاتاي ايماعى                  | 塔城地区               | Tǎchéng Dìqū                              | ۱٬۱۳۸٬۶۳۸  | ۹۴٬۶۹۸٫۱۸  |  |  |  |
| ولایت آلتای                           | ئالتاي ۋىلايىتى                     | ‌ التاي ايماعى                      | 阿勒泰地区             | Ālètài Dìqū                               | ۶۶۸٬۵۸۷    | ۱۱۷٬۶۹۹٫۰۱ |  |  |  |

## شهرستان‌های تابع مستقیم ولایت خودمختار
تا پیش از سال ۲۰۰۱ میلادی، ولایت خودمختار ایلی قزاق متشکل از سه ولایت، و یک شهر تابع مستقیم ولایت خودمختار (کویتون) بود.این ولایات شامل ولایت آلتای، ولایت تارباغاتای، و ولایت ایلی بود.
ولایت ایلی (به اویغوری: ئىلى ۋىلايىتى، به قزاقی: ىلە ايماعى)(به چینی: 伊犁地区، به پین‌یین: Yīlí dìqū)، تا پیش از سال ۲۰۰۱ میلادی، یکی از ولایات سین‌کیانگ بود که در تابعیت مدیریت ولایت خودمختار ایلی قزاق قرار داشت. مرکز این ولایت، شهر قولجا بود.
این ولایت، در سپتامبر ۱۹۵۴، با تاسیس ولایت خودمختار ایلی قزاق، منحل شده بود. اما در سال ۱۹۷۵ میلادی، دوباره تاسیس شد. در نهایت، در سال ۲۰۰۱ میلادی، این ولایت منحل شده و شهرستان‌های تابع آن، در مدیریت مستقیم ولایت خودمختار قرار گرفتند. (وضعیتی مشابه ناحیه‌های تابع جمهوری در جمهوری تاجیکستان).
امروزه، مناطقی که سابقا در ولایت ایلی بوده، به همراه شهر کویتون، در عمل یک واحد تقسیماتی خاص خود، موسوم به شهرستان‌های تابع مستقیم ولایت خودمختار را تشکیل می‌دهند، که از لحاظ جمعیت پس از شهر اورومچی و ولایت کاشغر، سومین واحد تقسیماتی در سطح ولایت در منطقه سین‌کیانگ می باشد.
|    |                              |                               |                                |                    |                            |                                       |            |        |             |
|    | نام                          | اویغوری                       | زبان قزاقی                     | حروف چینی          | پین‌یین                     | زبان اقلیت رسمی (شهرستان‌های خودمختار) | جمعیت-۱۳۹۹ | مساحت  | تراکم جمعیت |
| ۱  | شهر قولجا / یینینگ           | غۇلجا شەھىرى                  | قۇلجا قالاسى                   | 伊宁市             | Yīníng Shì                 | -                                     | ۷۷۸٬۰۴۷    | ۶۴۴    | ۱٬۲۰۸٫۱۵    |
| ۲  | شهر کویتون                   | كۈيتۇن شەھىرى                 | كۇيتۇن قالاسى                  | 奎屯市             | Kuítún Shì                 | -                                     | ۲۲۹٬۱۲۲    | ۱٬۱۷۱  | ۱۹۵٫۶۶      |
| ۲  | شهر خورگس                    | قورغاس شەھىرى                 | قورعاس قالاسى                  | 霍尔果斯市         | Huò'ěrguǒsī Shì            | -                                     | ۷۱٬۴۶۶     | ۱٬۹۰۸  | ۳۷٫۴۶       |
| ۴  | شهرستان قولجا / یینینگ       | غۇلجا ناھىيىسى                | قۇلجا اۋدانى                   | 伊宁县             | Yīníng Xiàn                | -                                     | ۳۶۵٬۳۰۷    | ۴٬۴۷۶  | ۸۱٫۶۱       |
| ۵  | شهرستان خورگس / هووچنگ       | قورغاس ناھىيىسى               | قورعاس اۋدانى                  | 霍城县             | Huòchéng Xiàn              | -                                     | ۲۴۳٬۳۰۳    | ۳٬۵۴۶  | ۶۸٫۶۱       |
| ۶  | شهرستان توققوزتارا / گونگلیو | توققۇزتارا ناھىيىسى           | توعىزتاراۋ اۋدانى              | 巩留县             | Gǒngliú Xiàn               | -                                     | ۱۷۵٬۷۶۶    | ۴٬۱۱۱  | ۴۲٫۷۶       |
| ۷  | شهرستان کونس / شین‌یوان       | كۈنەس ناھىيىسى                | كۇنەس اۋدانى                   | 新源县             | Xīnyuán Xiàn               | -                                     | ۳۰۶٬۵۲۵    | ۷٬۵۸۱  | ۴۰٫۴۳       |
| ۸  | شهرستان مغول‌کوره / ژاوسو     | موڭغۇلكۈرە ناھىيىسى           | موڭعۇلكۇرە اۋدانى              | 昭苏县             | Zhāosū Xiàn                | -                                     | ۱۴۶٬۸۸۷    | ۱۰٬۴۲۷ | ۱۴٬۰۹       |
| ۹  | شهرستان تکس                  | تېكەس ناھىيىسى                | تەكەس اۋدانى                   | 特克斯县           | Tèkèsī Xiàn                | -                                     | ۱۴۸٬۹۴۵    | ۸٬۰۶۶  | ۱۸٫۴۷       |
| ۱۰ | شهرستان نیلقا                | نىلقا ناھىيىسى                | نىلقى اۋدانى                   | 尼勒克县           | Nílèkè Xiàn                | -                                     | ۱۵۵٬۷۳۷    | ۱۰٬۱۲۳ | ۱۵٫۵۴       |
| ۱۱ | شهرستان خودمختار چاپچال شیبه | چاپچال شىبە ئاپتونوم ناھىيىسى | شاپشال سىبە اۆتونوميالى اۋدانى | 察布查尔锡伯自治县 | Chábùchá'ěr Xībó Zìzhìxiàn | (شیبه) ᠴᠠᠪᠴᠠᠯ ᠰᡞᠪᡝ ᠪᡝᠶᡝ ᡩᠠᠰᠠᡢᡤᠠ ᠰᡞᠶᠠᠨ | ۱۵۷٬۷۶۴    | ۴٬۴۶۹  | ۳۵٫۳۰       |